# کارلو کاواگنولی
کارلو کاواگنولی (انگلیسی: Carlo Cavagnoli; ۲۱ ژانویهٔ ۱۹۰۷ – ۱ ژانویهٔ ۱۹۹۱) بوکسور اهل ایتالیا بود.